# Chellis Glendinning
Chellis Glendinning, född 18 juni 1947, är en amerikansk författare, psykoterapeut och politisk aktivist. Hon arbetar inom fältet ekopsykologi. Hon bor i byn Chimayó i norra New Mexico och arbetar där med urinvånares rätt till sitt land.